# Антонинова чума
Антонинова чума — эпидемия (в 2019 году стала называться 	«пандемией») инфекционной болезни в 165—180 годах нашей эры, также известная как Чума Галена (от имени греческого врача, жившего в Римской империи, который её описал), была принесена в Римскую империю войсками, возвращавшимися из Месопотамии после неудачной войны с Парфией.
Учёные предполагают, что это была оспа или корь, но истинная причина остаётся достоверно неопределённой. Эпидемия, возможно, унесла жизнь римского императора Луция Вера, который умер в 169 году и был соправителем Марка Аврелия Антонина, чей когномен, Антонин, дал название эпидемии. По словам римского историка Диона Кассия (155—235 годы), болезнь снова вспыхнула девять лет спустя, в результате чего в Риме погибало до 2000 человек в день — четверть от числа болевших, что привело к уровню смертности около 25 % (что нехарактерно для чумы). Общая смертность оценивается в 5 миллионов человек. В результате в некоторых провинциях империи погибло до трети населения, что, в свою очередь, повлекло заметное сокращение численности римской армии.

## Эпидемиология
Древние источники сходятся во мнении, что эпидемия впервые появилась во время римской осады Селевкии зимой 165—166 годов. Аммиан Марцеллин сообщает, что болезнь попала в Малую Азию, Египет, Италию, Галлию и в легионы, дислоцированные вдоль Рейна. Таким образом, учитывая свидетельства древних авторов, современные исследователи полагают, что в Римскую империю она была привнесена извне, а именно возвращающимися войсками из Месопотамии.
В 166 году во время эпидемии греческий врач и писатель Гален отправился из Рима в свой дом в Малой Азии. Он вернулся в Рим в 168 году, когда его вызвали два августа Марк Аврелий и Луций Вер; он присутствовал при вспышке болезни среди войск, дислоцированных в Аквилее зимой 168/69 годов. Гален кратко записывает наблюдения и описание эпидемии в трактате «Методус Меденди», другие его описания пандемии разбросаны среди его объёмных сочинений. Он называет чуму «великой» и длительной и упоминает лихорадку, диарею и фарингит, а также кожную сыпь, иногда сухую, а иногда гнойничковую, появляющуюся на девятый день болезни. Информация, предоставленная Галеном, не даёт чёткого определения природы заболевания, но учёные обычно предпочитают диагностировать его как оспу. Появление эпидемии в Риме относят к 166 году, после чего она распространилась по империи и не покидала её более двух десятилетий. О масштабе её последствий может свидетельствовать сообщение Диона Кассия: в 189 году в Риме за один день от эпидемии погибало около 2000 человек. 
Историк Уильям Макнилл утверждает, что чума Антонина и более поздняя чума Киприана (251 — ок. 270 годы) были вспышками двух различных заболеваний — оспы и кори (возможно, в ином порядке). Серьёзное сокращение европейского населения от двух эпидемий может указывать на то, что люди ранее не сталкивались ни с каким заболеванием, которое давало иммунитет выжившим. Другие историки считают, что обе вспышки были связаны с оспой. Последняя точка зрения подкрепляется молекулярными исследованиями, которые определяют эволюцию кори где-то после 500 года.
Прямых молекулярно генетических свидетельств до сих пор не существует.

## Культура, литература, искусство
Объятые ужасом, многие жители обратились к защите, предлагаемой колдовством и магией. Иронический рассказ Лукиана о шарлатане Александре Пафлагонце повествует о стихе шарлатана,
«который он разослал всем народам во время эпидемии … его можно было увидеть повсюду над дверными проёмами», особенно в домах, которые были опустошены, отмечает Лукиан. Эпидемия имела радикальные социальные и политические последствия для всей Римской империи: историк Бартольд Георг Нибур (1776—1831) пришёл к выводу, что «поскольку правление Марка Аврелия формирует поворотный момент во многих вещах, и прежде всего в литературе и искусстве, у меня нет сомнений, что этот кризис был вызван чумой… Древний мир так и не оправился от удара, нанесённого ему чумой, постигшей его в царствование Марка Аврелия».

Во время Маркоманских войн Марк Аврелий написал философскую работу «К самому себе». В отрывке 2 из книги IX говорится, что даже мор вокруг него менее смертоносен, чем ложь, злое поведение и отсутствие истинного понимания: «…Или решиться приложиться к пороку, так что и опыт не убеждает тебя бежать этой чумы? а ведь погибель разума больше чума, чем какая-нибудь там дурная смесь и разворот разлитого вокруг дыхания. Ибо то — чума живых существ, поскольку они живые, а это — чума людей, поскольку они люди». В этом размышлении современные комментаторы усматривают параллели со свирепствовавшей во время правления императора чумой, но возможны общефилософские аналогии с другими авторами. Когда Марк умирал (возможно от чумы), он произнёс следующие слова обращённые к собравшимся друзьям:
«Почему вы плачете обо мне, а не думаете о чуме, которая всем вам угрожает?»
Учёные Эдвард Гиббон (1737—1794) и Михаил Ростовцев (1870—1952) приписывают чуме Антонина меньшее влияние на ситуацию в Римской империи, нежели влияние политических и экономических тенденций того времени.
Австралийский исследователь Раф де Креспиньи предполагает, что болезнь могла также вспыхнуть в восточной части Ханьского Китая до 166 года, учитывая сообщения о чуме в Династийных историях. Чума затронула римскую культуру и литературу и, возможно, сильно повлияла на индо-римские торговые отношения в Индийском океане.

## Влияние

### Военные проблемы
Выделяются некоторые прямые или же косвенные последствия заражения. Когда имперские силы двинулись на восток под командованием Луция Вера после того, как войска Вологеза IV напали на Армению, оборона римлянами восточных территорий была затруднена, так как большое количество легионеров погибло от болезни.
По словам испанского писателя V века Павла Орозия, многие города и деревни на Апеннинском полуострове и в европейских провинциях потеряли всех своих жителей. По мере того, как болезнь распространялась с севера на Рейн, она также заражала германские и галльские народы за пределами границ империи. В течение ряда лет эти северные группы народов, включая маркоманов, оказывали давление на юг в поисках новых земель для поддержания растущего населения. Поскольку эпидемия проредила римские армии, они теперь не могли оттеснить племена с тем же успехом, как раньше. С 167 года до своей смерти Марк Аврелий лично командовал легионами возле Дуная, пытаясь с частичным успехом контролировать продвижение северных германских народов через реку. Крупное наступление против маркоманов было отложено до 169 года из-за нехватки имперских войск.

### Торговля и взаимоотношения Рима с Китаем и Индией
Хотя первым в Китае, кто точно описал симптомы оспы, был Гэ Хун (IV век), историк китайского происхождения Раф де Креспиньи высказывает предположение, что эпидемии, поразившие китайскую империю Хань во время правления императоров Хуань-ди (пр. 146—168) и Лин-ди (пр. 168—189) — со вспышками в 151, 161, 171, 173, 179, 182 и 185 годах, — возможно, были связаны с чумой Антонина на западном конце Евразии. Де Креспиньи предполагает, что эти эпидемии привели к возникновению понятия исцеления верой и появлению на историческом горизонте в Китае Чжан Цзяо (ум. 184), который спровоцировал разрушительное для империи Восстание Жёлтых повязок (184—205). Историк также выдвигает гипотезу, что вспышка чумы Антонина в 166 году совпадает с посольством римлян в древний Китай, когда представители Римской империи высадились в Зяоти (северный Вьетнам) и посетили двор ханьского императора Хуань-ди.
Исследователь Рауль Маклафлин пишет, что этот случай посещения римскими подданными ханьского двора в 166 году мог открыть новую эру римской торговли на Дальнем Востоке, но вместо этого стал «предвестником чего-то куда более зловещего». Маклафлин предполагает, что происхождение чумы лежит в Центральной Азии, среди какой-то неизвестной и изолированной группы населения, после чего чума распространилась на китайский и римский миры. Она убила примерно 10 % римского населения и нанесла «непоправимый» ущерб морской торговле Рима в Индийском океане, что подтверждается археологическими данными по регионам от Египта до Индии, а также значительно уменьшила коммерческие возможности римлян в Юго-Восточной Азии.
Однако, как свидетельствуют «Перипл Эритрейского моря» III века и «Христианская топография» XI века, римская морская торговля в Индийском океане, особенно торговля шёлком и специями, определённо не прекратилась и продолжалась вплоть до потери Египта. Китайские историки также настаивают на том, что позднее римские посольства прибыли в Китай через Ринан во Вьетнаме в 226 и 284 годах, о чём говорят оставленные европейцами в Китае артефакты, подтверждающие их присутствие в это время.